# (38346) 1999 RL143
1999 RL143 (asteroide 38346) é um asteroide da cintura principal. Possui uma excentricidade de 0.08281360 e uma inclinação de 8.54252º.
Este asteroide foi descoberto no dia 9 de setembro de 1999 por LINEAR em Socorro.